# Мюллер, Максимилиан
Максимилиа́н «Макс» Мю́ллер (нем. Maximillian "Max" Müller ; 11 июля 1987, Нюрнберг, ФРГ) — немецкий хоккеист на траве, капитан сборной Германии и хоккейного клуба Нюрнберг, выступающий на позиции защитника. Двукратный олимпийский чемпион, серебряный призёр чемпионата мира 2010 года, чемпион Европы.

## Спортивная биография
Заниматься хоккеем на траве Макс Мюллер начал в 3 года в своём родном Нюрнберге. Отец Максимилиана Мартин Мюллер, также занимался хоккеем и привлекался в юношеские сборные Германии. В 2005 году Мюллер в матче против сборной Индии дебютировал в составе сборной Германии. В 2007 году Максимилиан стал обладателем первого значимого трофея, выиграв в составе сборной Германии Трофей чемпионов. В 2008 году Мюллер принял участие в летних Олимпийских играх в Пекине. Сборная Германии дошла до финала, где обыграла сборную Испанию 1:0. В 2010 году Мюллер был близок к победе на чемпионате мира, но в финале немецкая сборная уступила австралийцам 1:2.
В 2012 году на летних Олимпийских играх в Лондоне Мюллер был капитаном своей сборной. Немцы завершили групповой этап на втором месте, пропустив вперёд сборную Нидерландов. В полуфинале немецкая сборная обыграла сборную Австралии 4:2 и вышла в финал, где предстояло вновь встретиться с голландцами. Финальный поединок получился очень упорным, но благодаря дублю Яну-Филиппу Рабенте сборная Германии выиграла 2:1 и защитила свой титул, а Мюллер стал двукратным олимпийским чемпионом.

## Личная жизнь
- Окончил Байройтский университет.
- Хобби — игра в гольф.